# 1075

## Evenimente
- 3-4 martie: Papa Grigore al VII-lea publică "Dictatus Papae", prin care proclamă autoritatea papală atât asupra conducătorilor spirituali, cât și temporali; de asemenea, le este interzis clericilor să primească învestitura din mâinile unui laic; episcopul de Roma devine conducătorul absolut al Bisericii.
- 9 iunie: Bătălia de la Lagensalza. Împăratul Henric al IV-lea îi zdrobește pe nobilii din Saxonia, pe care o supune autorității sale, în cadrul primei bătălii.
- 27 octombrie: Nobilii din Saxonia se supun puterii imperiale, la Speyer.

### Nedatate
- februarie: Papa Grigore al VII-lea ține un sinod, în cadrul căruia emite un decret referitor la învestitura laică.
- Anund Gardske este depus din poziția de rege al Svealandului; regele din Gothenland, Hakan cel Roșu rămâne singurul rege al Suediei.
- Are loc ultima răscoală antinormandă a conților din Anglia; regele William I o reprimă și silește flota daneză venită în ajutorul anglo-saxonilor să se retragă din Yorkshire.
- Campanie bizantină, comandată de Nikephor Bryennios, în Bulgaria; la întoarcere, trupele auxiliare pecenege, armata themei Paristrion și ducele Nestor amenință Constantinopolul; în urma intervenției ministrului Nikiphoritzes, Nestor bate în retragere.
- Cel mai vechi document cunoscut care se referă la istoria Transilvaniei.
- Dezbatere asupra frontierei dintre Imperiul Liao și Imperiul Song; cancelarul Imperiului Song, Shen Kuo impune unele modificări ale granițelor.
- General bizantin Theodor Gabras alungă pe turci din thema Chaldeea și recuperează Trapezunt, unde guvernează ca guvernator independent.
- Incursiune a chinezilor din statul Song în Vietnam, împotriva dinastiei Ly.
- Prima atestare documentară a localității Chistag (județul Bihor).
- Regele Alfonso al VI-lea al Castiliei și Leonului strămută sediul episcopal de la Oca la Burgos.

## Arte, Știință, Literatură și Filozofie
- 20 decembrie: Este întemeiată abația Molesme, în Burgundia.
- Se realizează versiunea dinastiei chineze Liao asupra canoanelor budismului.

## Nașteri
- 16 februarie: Orderic Vitalis, călugăr și cronicar normand (d. 1142)
- Guillaume al II-lea de Burgundia (d. 1125)
- Henric al IX-lea, duce de Bavaria (d. 1126)
- Lothar al II-lea, împărat romano-german (d. 1137)
- Ranier I, marchiz de Monferrat (d. 1137)

## Decese
- 2 august: Ioan Xiphilinus, istoric bizantin (n. 1010)
- 4 decembrie: Anno, episcop de Köln (n. ?)